# 東御市立滋野小学校
東御市立滋野小学校（とうみしりつ しげのしょうがっこう）は、長野県東御市滋野乙にある市立小学校である。

## 地理
東御市東部に位置し、東御市立東部中学校の学区に含まれる。学区は東御市の東部である滋野地域であり、2007年（平成19年）5月1日時点の児童数は310人だった。

## 歴史

旧滋野小学校跡の碑

- 1873年（明治6年） - 精業学校東慚寺に開設[1]。
- 1874年（明治7年） - 明盛学校、惇信学校、滋野学校が開校する。
- 1886年（明治19年） - 滋野学校を精業学校の場所に開校し、村内5学校を統合。
- 1889年（明治22年） - 滋野尋常小学校に改称。
- 1895年（明治28年） - 滋野尋常高等小学校に改称。
- 1925年（大正14年） - 現在地に新築移転。
- 1941年（昭和16年） - 滋野国民学校に改称。
- 1947年（昭和22年） - 滋野村立滋野小学校に改称。
- 1958年（昭和33年） - 滋野村と東部町が合併して改めて東部町が発足し、東部町立滋野小学校に改称。
- 1959年（昭和34年） - 井子、芝生田、糠地地籍が小諸市に編入され、学区を変更。
- 2004年（平成16年）4月1日 - 東部町と北御牧村が合併して東御市が発足し、東御市立滋野小学校に改称。
- 2015年（平成27年） - 開校140周年。卒業生の土屋圭市が記念講演[2]。

## 校歌
旧滋野村時代の校歌の作詞は金井国雄、作曲は山極久憲。
1965年（昭和40年）11月25日に制定された校歌の作詞は龍野咲人、作曲は小山清茂。

## 交通
- しなの鉄道線滋野駅から徒歩15分
- 「片羽」バス停徒歩2分

## 周辺
- 国道18号
- 滋野コミュニティーセンター
- しなの鉄道線滋野駅

## 出身者
- 小野沢勝太郎 - 実業家・政治家。島根県議会議員。
- 土屋圭市 - レーシングドライバー。